# Khu bảo tồn Cảnh quan Litovelské Pomoraví
Khu bảo tồn Cảnh quan Litovelské Pomoraví (tiếng Séc: Chráněná krajinná oblast Litovelské Pomoraví, thường được viết tắt là CHKO Litovelské Pomoraví) có diện tích khoảng 96 km2 (37 dặm vuông Anh), nằm ở bãi bồi của sông Morava, phía bắc của Thành phố Olomouc, Cộng hòa Séc. Khu bảo tồn Cảnh quan Litovelské Pomoraví chính thức trở thành khu vực cảnh quan cần bảo vệ vào ngày 15 tháng 11 năm 1990. Ngự trị tại trung tâm của khu bảo tồn là thị trấn Litovel.
Đã từ rất lâu, dòng sông nổi tiếng Morava đã trở thành hệ thống huyết mạch của cả khu bảo tồn, vì mạng lướt nhánh sông len lỏi vào khắp từng ngóc ngách và cung cấp nguồn nước mát lành nuôi sống toàn bộ sinh vật ở đây. Nhưng bên cạnh đó, dòng sông cũng là mối hiểm họa khôn lường mỗi mùa mưa, những đợt lũ có sức mạnh khổng lồ có thể phá hủy mọi thứ. Dù vậy, nông dân Hanakian thời Trung cổ cũng không chịu khuất phục, họ đã cho xây dựng hệ thống đê vô cùng kiên cố để ngăn dòng lũ. Mặt khác, những khu rừng của khu bảo tồn Litovelské Pomoraví cũng trở thành bức tường thành thiên nhiên khổng lồ bao quanh khu vực trong đê ngăn chặn những cơn lũ kéo vào thị trấn Litovel và thành phố Olomouc.
Nằm ở phía Tây của thị trấn Litovel, khu phức hợp rừng ngập nước ôm trọn thị trấn Nové Zámky, nơi nổi tiếng mới một loạt các tòa nhà nhỏ lãng mạn được sắp xếp trang nhã từ thế kỷ 19 (Obelisk, tàn tích nhân tạo của Rytířské síné, nhà thờ Přatelství, hang động nhân tạo của Podkova) tạo nên một khung cảnh thiên nhiên đẹp như tranh vẽ. Yếu tố cảnh quan nổi bật ở khu bảo tồn này là những sườn núi đá vôi dựng đứng đổ mạnh xuống vùng đồng bằng sông Morava ở Đồi Třesín. Ở đây, Đá vôi bị mài mòn mạnh mẽ trong kỷ Devon đã cho phép hình thành một hệ thống hang động vô cùng cầu kỳ và phức tạp (hang động Mladeč) và một hiện tượng địa chất độc đáo khác đó là "địa hình các-xtơ bị chôn vùi". Ở phần phía bắc của khu bảo tồn Cảnh quan Litovelské Pomoraví, rừng ngập nước kết nối với khu vực làng Doubravy bởi hệ thống rừng sồi rộng lớn kéo dài đến tận lâu đài Úsov.